# Otzumer Balje

Lage der Otzumer Balje zwischen den Inseln Langeoog und Spiekeroog

Die Otzumer Balje ist ein Seegatt in der südöstlichen Nordsee.
Das Seegatt verläuft in Nord-Süd-Richtung zwischen dem östlichen Ende der Nordseeinsel Langeoog und dem westlichen Ende der benachbarten Insel Spiekeroog. Es weist eine Tiefe von bis zu 19 Metern auf und wird durch ein von Tonnen gekennzeichnetes Fahrwasser genutzt. Durch die unterschiedlichen Strömungen, bedingt durch die Gezeiten, verändern sich Lage und Tiefe des Gatts mit seinem Sandboden ständig.
Am 5. Dezember 1917 sank hier der 1900 erbaute Dampfer Heinrich Horn, dessen Wrackhälften bei starkem Ostwind und Niedrigwasser dort noch zu sehen sind. Die Otzumer Balje geht Richtung Festland in die Schillbalje über.
Etwa fünf Kilometer unterhalb der Otzumer Balje befindet sich ein 1,5 bis 3,0 Kilometer mächtiger Salzstock von 6000 Metern Durchmesser mit Zechsteinsalzen.